# Шу (царство, период Чжоу)
Шу (кит. 蜀, пиньинь: Shǔ) — древнее царство периодов Весны и Осени и Сражающихся царств, существовавшее примерно с XI века до н. э. по 316 год до н. э, когда оно было уничтожено царством Цинь. Располагалось на западе Сычуаньской котловины. Его столицей был город Чэнду. В 221—263 гг. н. э. в Сычуани существовало ещё одно государство, вошедшее в историю под названием Шу, но оно уже принадлежало к совершенно иной (китайской) культуре.

## Независимая история

Сычуаньская котловина, где располагалось царство Шу, и границы древнекитайских царств в V веке до н. э.

Царство Шу занимало большую часть Сычуаньской котловины, окружённой со всех сторон горами. На востоке оно граничило с «царством» Ба, представлявшей собой конфедерацию племён.
Из-за особенностей своего географического положения царство Шу существовало в значительной изоляции от северокитайских царств, от которых оно было отрезано горами, поэтому оно редко упоминается в китайских источниках того времени. Первое его упоминание относится к 1046 году до н. э., когда шусцы участвовали в решающей битве между Шан и Чжоу при Муе, на стороне последних. Впоследствии в гадальных костях государства Шан слово «Шу» упоминается, но не совсем ясно, относится ли оно к этому царству. Некоторые упоминания относятся к раннему Чжоу, но после 771 года до н. э. упоминаний мало, что говорит об изоляции царства Шу.

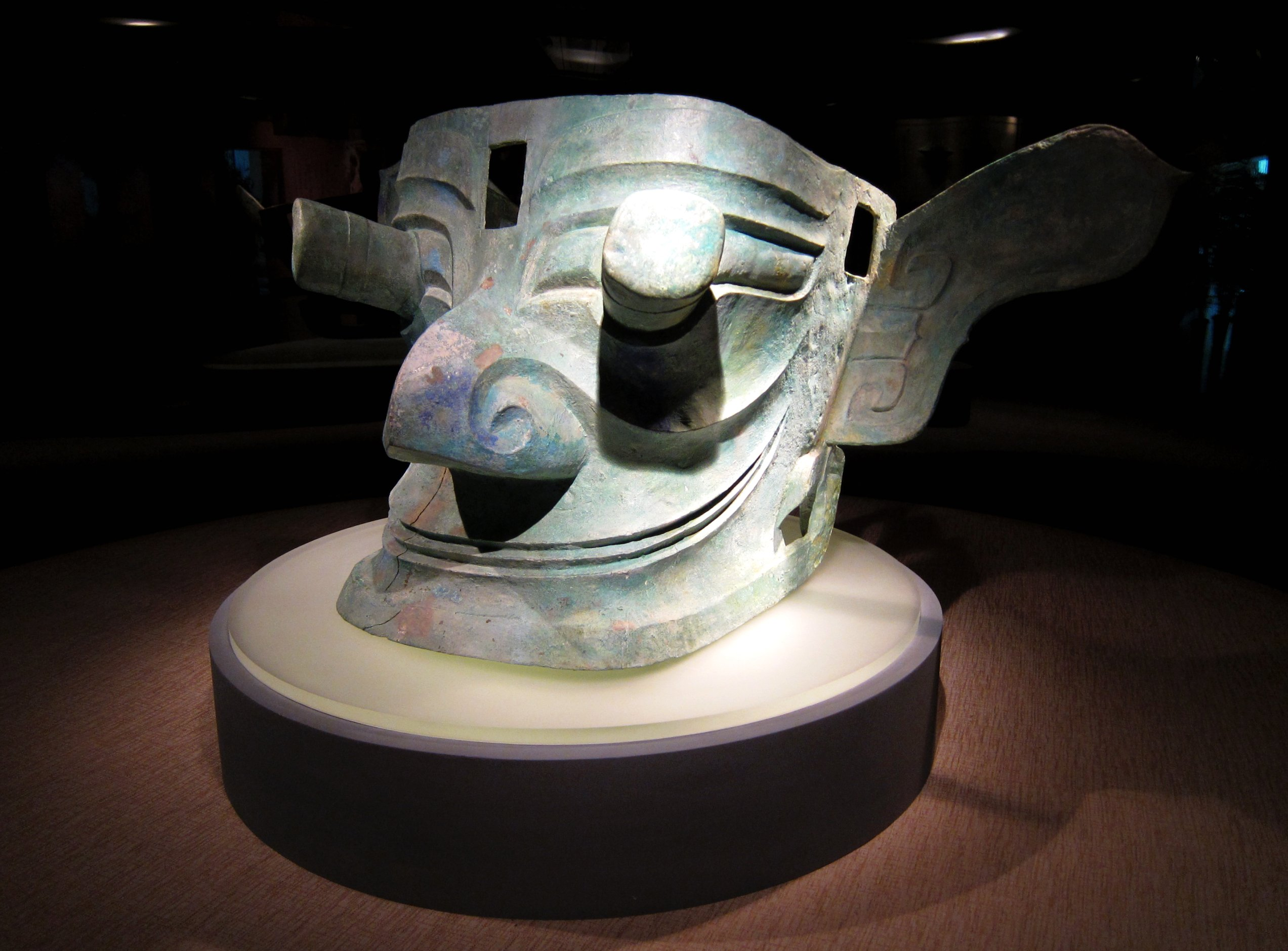
Большая бронзовая голова с выпученными глазами из Саньсиндуй, изображающая, как полагают, полулегендарного первого шуского правителя Цаньцуна.

Сведения о собственной истории царства Шу легендарны и ненадёжны. В поздних китайских мифах упоминается княжество Шу и его первый правитель Цаньцун (蠶叢), по преданию, основатель шёлкопрядения и одновременно основатель самого шуского государства. Согласно китайской хронике Huayang, правитель Цаньцун имел выпученные глаза. Легенды упоминают и ряд других полумифических правителей Шу, например, Дую (杜宇, «Кукушка»), который якобы научил людей земледелию, а после смерти превратился в кукушку.
Другое предание гласит, что в 666 году до н. э. выходец из Чу по имени Бе-лин (鱉靈, что означает «дух черепахи») основал династию Каймин (開明), которая правила царством Шу в течение 12 поколений вплоть до циньского завоевания. Легенда гласит, что когда Бе-лин умер в царстве Чу, его тело поплыло вверх по течению в Шу, где он воскрес. Он смог обуздать наводнения, после чего Дую отрёкся от престола в его пользу.
Более поздние хроники сообщают, что цари династии Каймин сначала укрепились на крайнем юге Шу, а затем предприняли военный поход вверх по реке Мин, в ходе которого одержали победу над Дую.
Достоверные сведения о царстве Шу появляются лишь в связи с контактами и столкновениями с древнекитайскими государствами. В 474 г. до н. э. послы Шу представили дипломатические подарки в дворец правителя Цинь, в результате чего в китайских хрониках был зафиксирован первый контакт между этими двумя царствами. Позднее войска Шу перешли горы Циньлин и подошли к циньской столице Юн, а в 387 г. до н. э. войска Шу и Цинь сошлись в битве около Ханьчжуна в верхнем течении реки Хань.
Об этнической принадлежности населения Шу нет надёжных сведений, однако известно, что оно не было китайским. Предполагается, что это были тибето-бирманские племена, родственные современным туцзя или цянам.
Столица царства Шу, как предполагают, находилась в открытом в 1986 году археологическом районе Саньсиндуй. Это существовавшее около 2050—1250 до н. э. поселение в 40 км к северу от Чэнду, как считают, было политическим центром довольно обширного царства. Поселение было расположено на берегу реки Янцзы и огорожено рвами и земляными валами. По данным археологических раскопок, укрепления в поселении Саньсиндуй были построены около 1300 г. до н. э. Предполагается, что около 1000 года до н. э. столица Шу переместилась в Цзиньша. Время существования Саньсиндуй датируют 2800—800 годами до н. э., а Цзиньша — с 1200 по 50 годы до н. э. Найденные в Саньсиндуй предметы изготовлены в стиле, весьма отличном от тех, что находят в северокитайских царствах. Эта культура, по мнению китайских археологов, соответствует древнему царству Шу.

## Культура Шу-Ба
Под давлением экспансии царства Чу в направлении долин рек Янцзы и Хань население царства Ба уходило на запад, в сторону Шу. Переселение племён Ба имело такой масштаб, что для V—IV веков до н. э. археологи говорят о существовании в Сычуани смешанной культуры Шу-Ба, хотя при всем том эти два народа оставались разными. Но влияние царства Чу сказывалось также и на правителей Шу.
Система письма культуры Ба-Шу существовала отдельно от китайских иероглифов. Надписи на бронзовых сосудах до сих пор не расшифрованы. На оружии, застёжках и бронзовых сосудах в могильниках восточной Сычуани были надписи одним пиктографическим шрифтом. Ещё один шрифт найден в западной и восточной Сычуани. Предполагается, что знаки были фонетическими, выделено сходство некоторых символов со знаками более позднего письма И языка носу. Третий шрифт, возможно, также фонетический, известен только по надписям на сосудах в могильнике Байхутань, в Чэнду.

## Шу под властью Цинь

### Циньское завоевание
В результате легистских реформ Шан Яна в 356—338 до н. э. царство Цинь превратилось в мощную военную державу и стало вести крайне агрессивную политику по отношению ко всем соседним государствам. В 337 году до н. э. послы Шу поздравили циньского правителя Ин Сы(嬴駟), будущего Хуэйвэнь-вана, с восшествием на престол. Но именно он оказался тем правителем, который покончил с независимым существованием Шу. Примерно в это же время была закончена строившаяся по приказу циньского правителя много лет дорога Каменных Быков (кит. 石牛道, пиньинь Shíniú Dào, палл. шинюдао) через цепь гор Циньлин, отделяющую Сычуаньскую котловину от Цинь. Это имело огромное значение для истории региона, поскольку эта дорога открыла доступ для вторжения циньских войск в царство Шу.
Предлог для циньской интервенции в Шу возник в 316 году до н. э., когда правитель небольшого княжества Цзюй (Цзу), находившегося в вассальной зависимости от царства Ба, владевший частью этой дороги, вступил в конфликт со своим братом, двенадцатым правителем династии Каймин. Потерпев поражение в междоусобной борьбе, он бежал в Ба, а затем в Цинь. Там беглец попросил циньского правителя вторгнуться и помочь ему вернуть власть.
При обсуждении этого предложения в циньском государственном совете возникли разногласия. Первый министр Чжан И рекомендовал «не обращать внимания на варваров» и сосредоточиться на продолжении экспансии на восток на Великой китайской равнине.
Но другой советник, генерал Сыма Цо, выдвинул совершенно другой стратегический план. Он состоял в том, чтобы на первом этапе захватить огромную плодородную страну на юге и использовать её ресурсы для усиления Цинь на втором этапе при наступлении на другие китайские царства. Сыма Цо указал, что циньской армии будет намного легче захватить Шу с её слабой армией, чем бороться с мощными военными силами центральных китайских царств. Ввиду этого он настаивал, что предложенное им завоевание на юге будет иметь быстрый и гарантированный успех, в отличие от военных действий на восточном фронте, где победа над сильной коалицией царств будет весьма сомнительна.
Циньский правитель принял предложение Сыма Цо и приказал ему вместе с Чжан И захватить царство Шу.
В 316 году до н. э. сильная союзная армия Цинь, Ба и Цзюй сначала нанесла поражение брату правителя Цзюй, а потом вторглась в Шу. Две армии встретились у Jaimeng на реке Jialing на территории царства Ба. В ходе нескольких сражений шуское войско было разбито, а шуский правитель Цзу Каймин в конце концов был настигнут и убит. После этого циньцы повернули оружие против бывшего своего союзника Ба, взяв его правителя в плен, и также аннексировали его территорию.
В 314 году до н. э. сын покойного правителя Яотун был назначен правителем Шу, но в действительности его власть была лишь номинальной, тогда как  в Шу с этого времени в действительности правил циньский губернатор. Таким образом, царство Шу было превращено в вассальное княжество, которым правили потомки бывшей царской династии. Их статус при этом был понижен с вана (царь) до хоу — титул, который традиционно переводится как «маркиз» или «граф». При этом над Шу циньцами был установлен жёсткий военный контроль, который со временем только усиливался, поскольку Цинь сразу же начала создавать свои гарнизоны и стала активно заселять шускую территорию китайскими крестьянами.
В 311 году до н. э. шуский чиновник Чэнь Чжуан поднял мятеж и убил Яотуна. Тогда циньские генералы Сыма Цо и Чжан И снова пошли поход в Шу, захватили и казнили мятежника. Правителем был назначен другой представитель династии Каймин по имени Хуэй-хоу, который в 301 году до н. э. запутался в сложных политических интригах и в страхе под угрозой нового вторжения циньской армии покончил с собой. Его сын Вань-хоу правил областью до 285 году до н. э. до н. э., пока тоже не был казнён циньскими властями. Назначенный циньцами его преемник также восстал против захватчиков, после чего циньцы окончательно лишили династию Каймин даже формальной власти и ввели в Шу прямое правление через китайскую администрацию.
Согласно вьетнамским источникам, после этих событий часть шусцев, не желая больше терпеть иноземное иго, покинула свою родину. Как сообщает Полное собрание исторических записок Дайвьета и Одобренное высочайшим повелением всеобщее зерцало вьетской истории, основа и частности, правивший с 258 по 208 год до н. э. король аувьетов Ан Зыонг-выонг(Тхук Фан) был принцем правящей династии царства Тхук ( Тхук - вьетнамское произношение названия царства Шу ) (Thục, кит. 蜀, пиньинь Shǔ, палл. Шу), который после завоевания его страны китайцами увёл своих подданных на юго-восток, на территорию современного северного Вьетнама, и основал там государство Аулак.

### Китайская колонизация и ассимиляция
После завоевания земель Шу и Ба территория Цинь сразу увеличилась более чем вдвое, почти сравнявшись по размерам с царством Чу.
Циньцы стали реализовывать амбициозный и долгосрочный план освоения Сычуани, укрепив Чэнду мощной стеной, введя новую систему администрации - в 271 до н.э. на территории Шу был создан военный округ Шу-цзюнь. Чтобы эффективно использовать земли и рудные богатства завоёванного царства, циньские правители предприняли массированную колонизацию её территории, для чего переселили в земли Шу десятки тысяч китайских крестьян. Среди них были как простые безземельные крестьяне, так и множество помилованных бывших преступников, которым наказание было заменено ссылкой в новозавоеванную страну, а также немало беженцев из районов военных действий на севере Китая.
Переселенцам для обживания были нарезаны прямоугольные участки земли, после чего те приступили к их интенсивному освоению. Под руководством циньского губернатора Ли Бина всего за четыре года к 256 г. до н. э. была создана великая ирригационная система Дуцзянъянь, использующая отведённые с равнины Чэнду воды реки Миньцзян. Введение в действие этой системы положило конец ежегодным разливам реки и создало исключительно благоприятные условия для развития рисоводства. В результате новое циньское владение стало источником большого количества сельскохозяйственной продукции и базой для снабжения циньских войск при их наступлении на царство Чу.
Что же касается расположенного на востоке Сычуани царства Ба, циньцы не стали его заселять, сохранив ему некоторую автономию во главе с местной аристократией. Предположительно, это объясняется тем, что цинские правители желали использовать воинственных Ба в качестве барьера против экспансии Чу на запад, в направлении Сычуани.
В конечном счёте циньская политика заселения и ассимиляции оказалась очень успешной, древняя самобытная цивилизация Шу была буквально стёрта с лица земли. По данным раскопок, прежняя археологическая культура в Сычуани с этого периода резко меняется, найденные предметы становятся практически идентичными тем, что находят в Северном Китае. Впоследствии, уже в эпоху Хань, население Шу было в основном китайским и со временем бывшее царство Шу превратилось в рядовую китайскую провинцию Сычуань.

## Культура

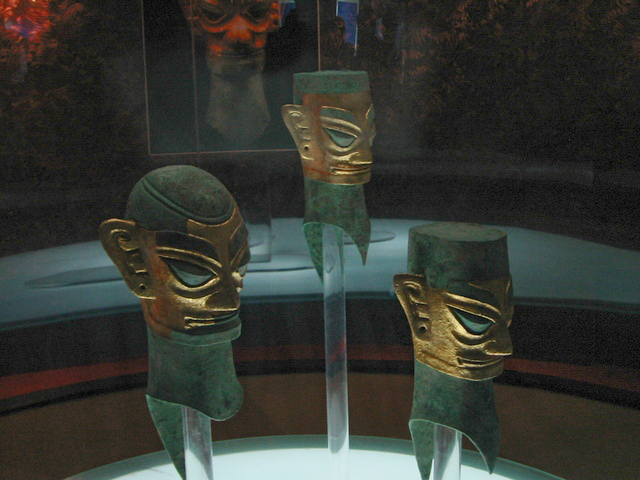
Бронзовые маски из Саньсиндуй с масками из золотой фольги

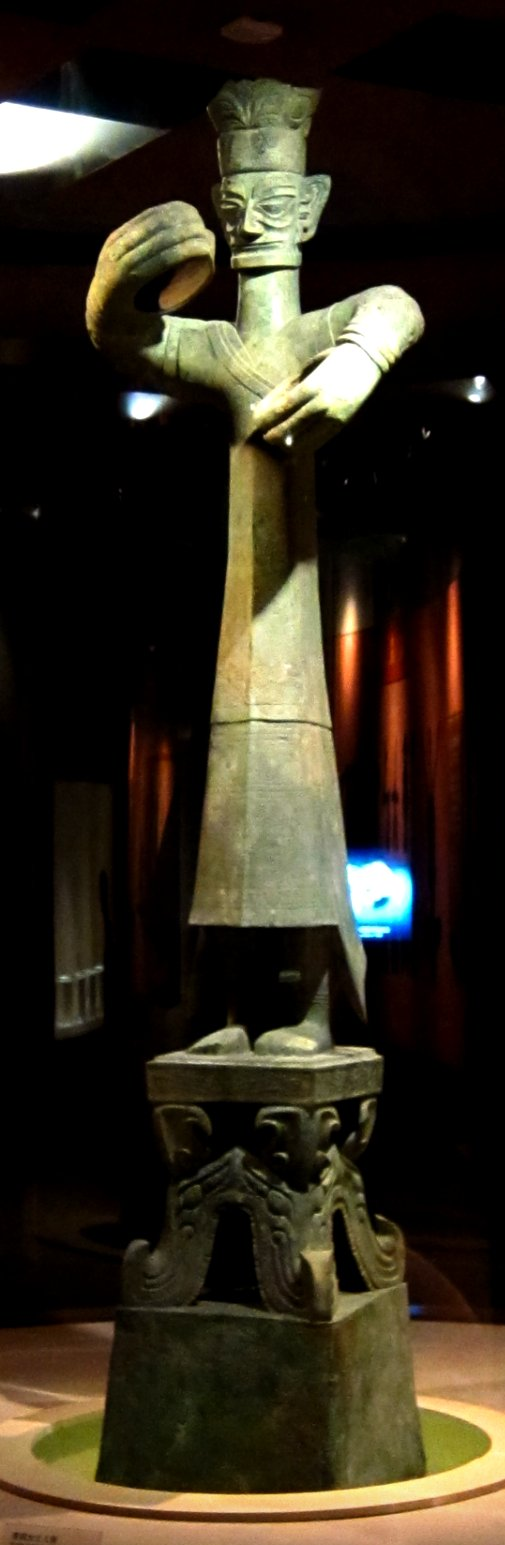
Бронзовая статуя «мага» из Саньсиндуй

Во время археологических раскопок в Саньсиндуй на территории уезда Гуанъхань провинции Сычуань в 1970-х было обнаружено множество артефактов, которые специалисты относят к культуре царства Шу — предметы из слоновой кости, нефрита, бронзы, золота, резьба по камню, которые свидетельствуют об уникальной цивилизации, существовавшей в этих краях до циньского завоевания. В 1986 году китайские археологи раскопали две большие ямы для жертвоприношений, в которых обнаружены более тысячи уникальных изделий шуских мастеров.
Среди находок имеется большое количество бронзовых предметов, что свидетельствует о высокоразвитом искусстве цветного литья в Шу. Китайские исследователи обратили особое внимание на бронзовые маски с густыми бровями и большими глазами, правильным носом, приплюснутыми губами и без подбородка. Они сильно отличаются чертами лица от этнического типа современного местного китайского населения Сычуани и больше напоминает антропологический тип людей ближневосточных цивилизаций. Возможно, это свидетельствует в пользу гипотезы Старостина о сино-кавказской семье языков и о связях носителей китайских и тибетских языков с древними земледельцами средиземноморского региона.
Особое внимание привлекает обнаруженная в ходе раскопок в Саньсиндуй бронзовая статуя высокого худого человека, названная китайскими археологами «королём бронзовых статуй». Это самая высокая статуя из археологических находок в Китае, 170 см в высоту, а черты её лица напоминают бронзовую маску. Как полагают археологи, она изображает или мага, или «святого», то есть небожителя, достигшего бессмертия.
.

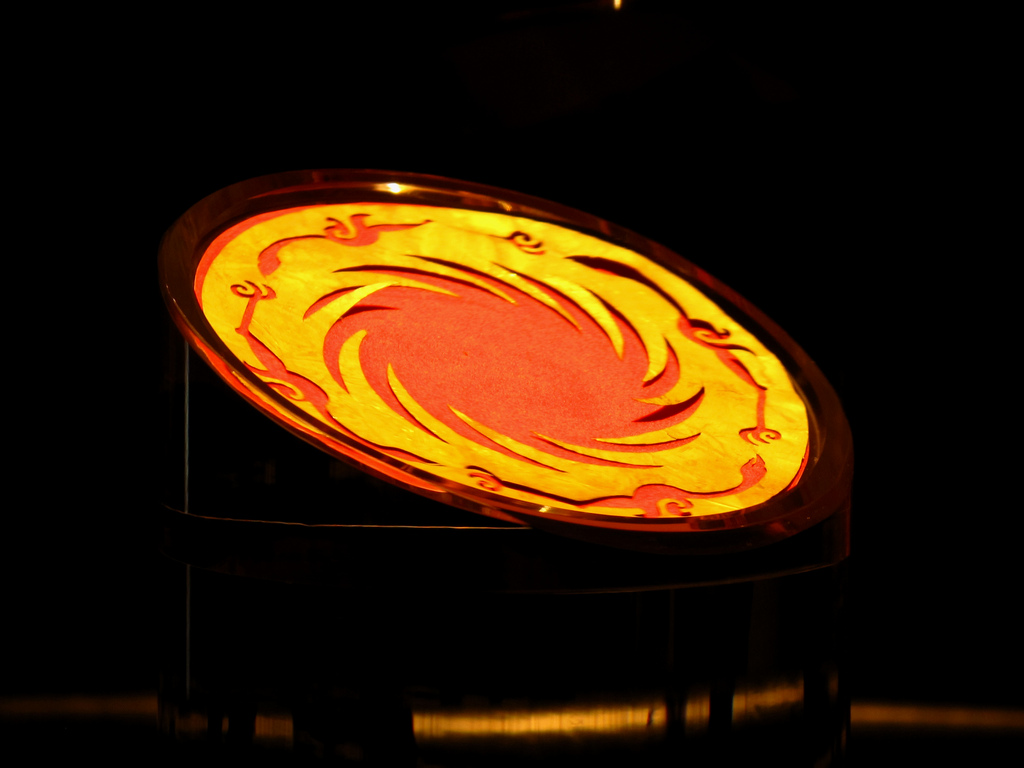
Птицы Золотого Солнца

Похожие археологические находки были сделаны в Цзиньша в 50 км от Саньсиндуй. Культуру Цзиньша (1200—650 до н. э.) считают заключительным этапом Саньсиндуйской культуры, куда переместился политический центр Шу. Среди находок выделяется драгоценный золотой диск Птицы Золотого Солнца, который относят к поздней династии Шан.

## Наследие
В 2011 году диск «Птицы Золотого Солнца» был объявлен эмблемой города Чэнду, теперь её можно встретить на многих улицах города.

## Шу в астрономии
В астрономии царству Шу соответствует звезда Альфа Змеи (правая стена), китайская группа звёзд Небесный Базар, вместе с Лямбда Змеи.